# Melt (álbum de Rascal Flatts)
Melt é o segundo álbum de estúdio da banda country norte-americana Rascal Flatts. Foi lançado em 29 de outubro de 2002 pela Lyric Street Records e só nos Estados Unidos vendeu mais de 3,000,000 de cópias, sendo certificado como ouro pela Music Canada e como tripla platina pela RIAA.
"These Days", o primeiro single do álbum, foi o primeiro da banda a alcançar o topo da Billboard Hot Country Songs. "Mayberry" também chegou ao número um, enquanto "Love You Out Loud" e "I Melt" alcançaram a terceira e segunda posições, respectivamente.

## Lista de faixas
| Melt           |                       |                                             |         |  |
| N.º            | Título                | Compositor(es)                              | Duração |  |
| 1.             | "These Days"          | Steve Robson · Jeffrey Steele · Danny Wells | 4:15    |  |
| 2.             | "Too Good Is True"    | Jay DeMarcus · Danny Orton                  | 3:20    |  |
| 3.             | "I Melt"              | Gary LeVox · Neil Thrasher · Wendell Mobley | 3:54    |  |
| 4.             | "Mayberry"            | Arlos Smith                                 | 4:33    |  |
| 5.             | "Love You Out Loud"   | Brett James · Lonnie Wilson                 | 3:06    |  |
| 6.             | "Dry Country Girl"    | Marcus Hummon · Chuck Jones                 | 3:16    |  |
| 7.             | "Like I Am"           | Joe Don Rooney · Orton                      | 4:06    |  |
| 8.             | "You"                 | Brad Crisler · James LeBlanc                | 4:08    |  |
| 9.             | "Fallin' Upside Down" | Derek George · John Tirro                   | 2:34    |  |
| 10.            | "Shine On"            | DeMarcus, LeVox, Rooney                     | 3:01    |  |
| 11.            | "My Worst Fear"       | Al Anderson · Anthony Smith                 | 3:56    |  |
| Duração total: | Duração total:        | Duração total:                              | 40:10   |  |